# اچ‌دی ۱۸۵۲۶۹
اچ‌دی ۱۸۵۲۶۹ یک ستاره است که در صورت فلکی ماکیان قرار دارد.